# Alemania Oriental en los Juegos Olímpicos de México 1968
Alemania Oriental estuvo representada en los Juegos Olímpicos de México 1968 por un total de 226 deportistas que compitieron en 18 deportes.  
La portadora de la bandera en la ceremonia de apertura fue la atleta Karin Richert-Balzer.

## Medallistas
El equipo olímpico de Alemania Oriental obtuvo las siguientes medallas:
| Nombre                                                                                    | Deporte            | Competición                  |
| ----------------------------------------------------------------------------------------- | ------------------ | ---------------------------- |
| Oro                                                                                       |                    |                              |
| Christoph Höhne                                                                           | Atletismo          | 50 km marcha M               |
| Margitta Gummel                                                                           | Atletismo          | Peso F                       |
| Manfred Wolke                                                                             | Boxeo              | Wélter (67 kg) M             |
| Rudolf Vesper                                                                             | Lucha grecorromana | 78 kg M                      |
| Lothar Metz                                                                               | Lucha grecorromana | 87 kg M                      |
| Roland Matthes                                                                            | Natación           | 100 m espalda M              |
| Roland Matthes                                                                            | Natación           | 200 m espalda M              |
| Heinz-Jürgen Bothe Jörg Lucke                                                             | Remo               | Dos sin timonel (M2-) M      |
| Dieter Schubert Frank Forberger Dieter Grahn Frank Rühle                                  | Remo               | Cuatro sin timonel (M4-) M   |
| Plata                                                                                     |                    |                              |
| Klaus Beer                                                                                | Atletismo          | Salto de longitud M          |
| Lothar Milde                                                                              | Atletismo          | Disco M                      |
| Marita Lange                                                                              | Atletismo          | Peso F                       |
| Erika Zuchold                                                                             | Gimnasia artística | Salto de potro F             |
| Karin Janz                                                                                | Gimnasia artística | Asimétricas F                |
| Frank Wiegand Horst-Günter Gregor Eugen Henninger Roland Matthes                          | Natación           | 4 × 100 m estilos M          |
| Helga Lindner                                                                             | Natación           | 200 m mariposa F             |
| Gabriele Wetzko Gabriele Perthes Roswitha Krause Uta Schmuck                              | Natación           | 4 × 100 m libre F            |
| Peter Kremtz Manfred Gelpke Roland Göhler Klaus Jakob Dieter Semetzky (t)                 | Remo               | Cuatro con timonel (M4+) M   |
| Bronce                                                                                    |                    |                              |
| Wolfgang Nordwig                                                                          | Atletismo          | Salto con pértiga M          |
| Siegfried Fülle Klaus Köste Peter Weber Günter Beier Matthias Brehme Gerhard Dietrich     | Gimnasia artística | Concurso completo por eqs. M |
| Magdalena Schmidt Ute Starke Erika Zuchold Maritta Bauerschmidt Karin Janz Marianne Noack | Gimnasia artística | Concurso completo por eqs. F |
| Sabine Steinbach                                                                          | Natación           | 400 m estilos F              |
| Harald Vollmar                                                                            | Tiro               | Pistola 50 m M               |
| Kurt Czekalla                                                                             | Tiro               | Foso M                       |
| Paul Borowski Karl-Heinz Thun Konrad Weichert                                             | Vela               | Dragon M                     |